# Sepia (kleur)
Sepia is een donkere bruin-grijze kleur die is vernoemd naar de rijke bruine kleurstof die uit de inktzak van de zeekat werd gehaald.
Sepia betekent in het Grieks "zeekat".

## Sepia in de cultuur
Kunst
- In het laatste kwart van de 18e eeuw ontwikkelde professor Jacob Seydelmann uit Dresden een proces om een meer geconcentreerde vorm van sepia te produceren voor gebruik in aquarel- en olieverf.

Manuscript
- Sepiainkt werd in de klassieke oudheid gewoonlijk gebruikt als schrijfinkt.

Fotografie
- Sepiatoning werd vroeger gebruikt in de fotografie als methode om de afdruk beter houdbaar te maken. De bruinige tint wordt daarom vaak geassocieerd met veroudering en nostalgie. Toegepast op moderne foto's geeft die een nostalgische sfeer. Veel digitale camera's en beeldbewerkingssoftware hebben een sepia-effect.